# Milan-San Remo 1925
La 18e édition de la course cycliste, Milan-San Remo a eu lieu le 29 mars 1925 et a été remportée par l'Italien Costante Girardengo, pour la quatrième fois. 

## Classement final
|    | Cycliste            | Pays   | Équipe            | Temps            |
| -- | ------------------- | ------ | ----------------- | ---------------- |
| 1  | Costante Girardengo | Italie | Wolsit-Pirelli    | 10 h 50 min 00 s |
| 2  | Giovanni Brunero    | Italie | Legnano-Pirelli   | + 0 s            |
| 3  | Pietro Linari       | Italie | Legnano-Pirelli   | + 15 min 00 s    |
| 4  | Pietro Bestetti     | Italie | Wolsit-Pirelli    | + 22 min 00 s    |
| 5  | Ezio Cortesia       | Italie | -                 | + 23 min 50 s    |
| 6  | Giuseppe Pancera    | Italie | Aliprandi-Pirelli | + 23 min 50 s    |
| 7  | Alfredo Dinale      | Italie | Legnano-Pirelli   | + 28 min 15 s    |
| 8  | Marco Giuntelli     | Italie | Atala             | + 28 min 15 s    |
| 9  | Nello Ciaccheri     | Italie | Legnano-Pirelli   | + 28 min 15 s    |
| 10 | Aleardo Menegazzi   | Italie | -                 | + 33 min 20 s    |